# جری شیپ

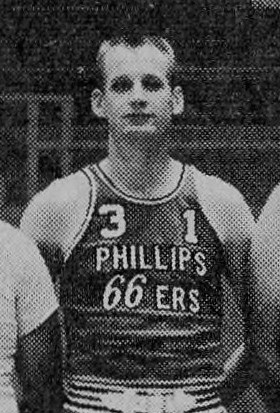
جری شیپ در سال ۱۹۶۳

جری شیپ (انگلیسی: Jerry Shipp؛ (زادهٔ ۲۷ سپتامبر ۱۹۳۵ – درگذشتهٔ ۵ اکتبر ۲۰۲۱) یک بازیکن بسکتبال اهل ایالات متحده آمریکا بود.